# Liaison du Grand Belt

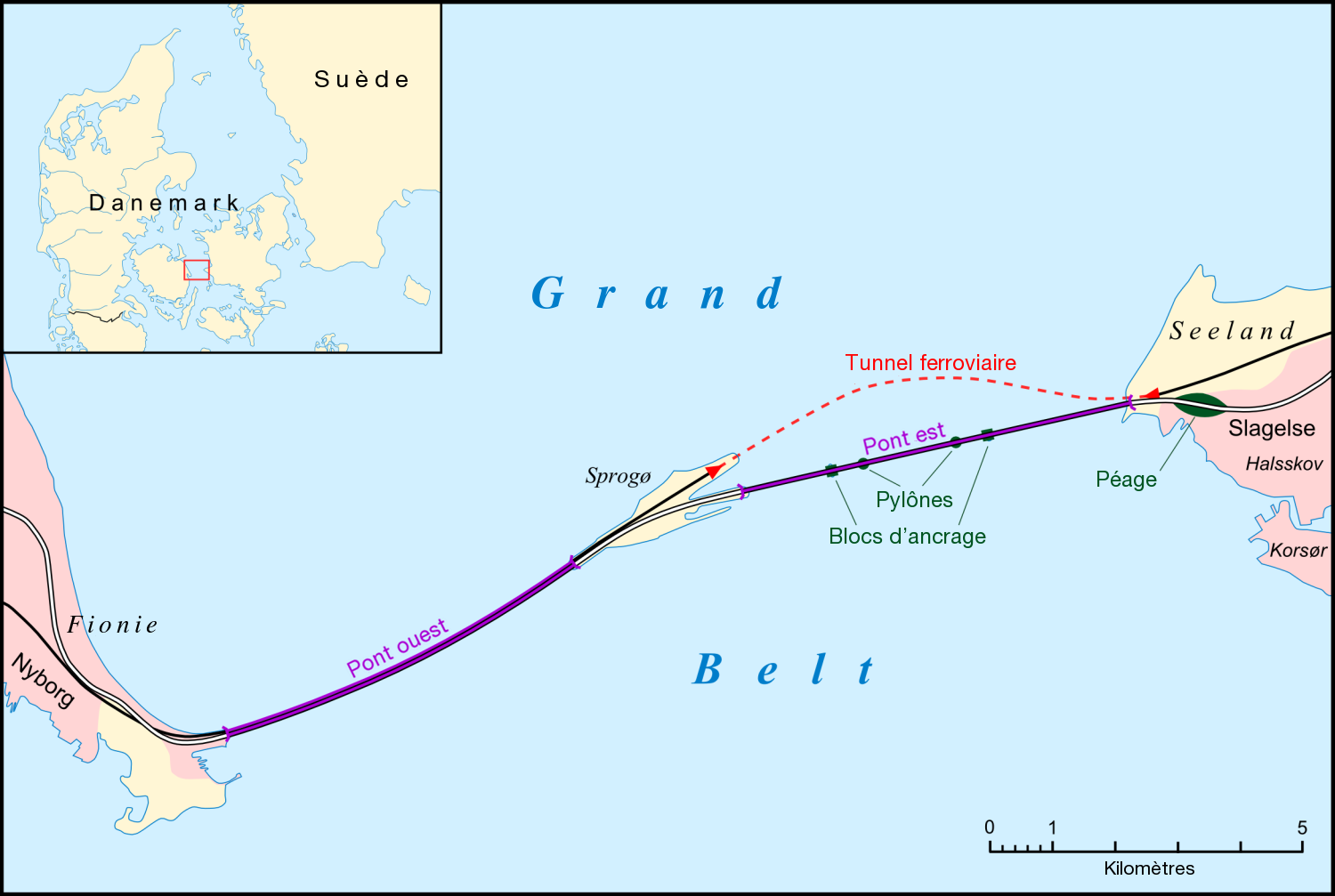
Carte détaillée de la liaison du Grand Belt.

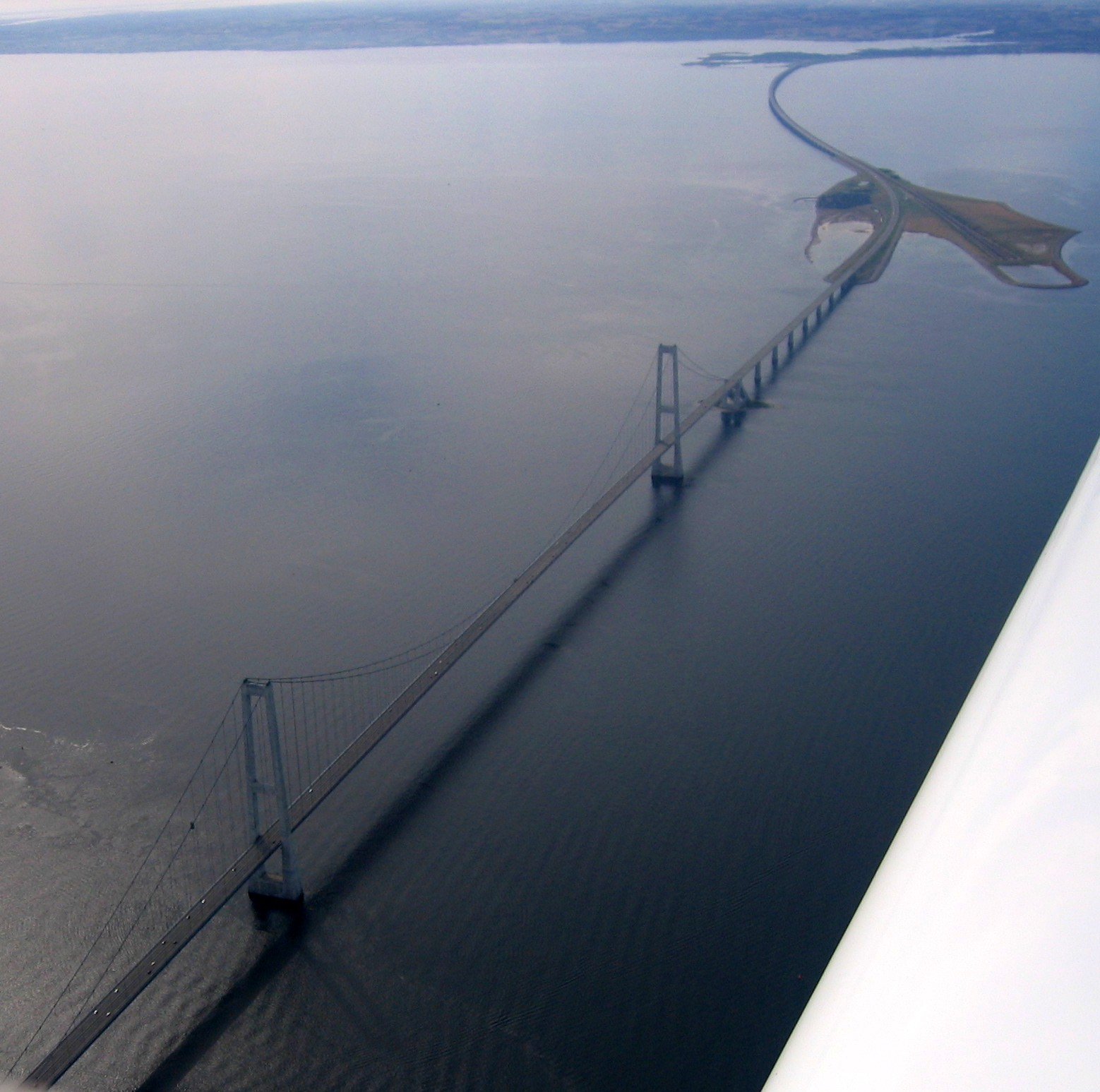
Les ponts vus du ciel.

La liaison du Grand Belt, en danois Storebæltsforbindelsen, est un ensemble d'ouvrages d'art de 18 kilomètres traversant le détroit du Grand Belt et reliant par voie routière et ferroviaire les deux plus grandes îles du Danemark que sont Seeland (où se trouve la capitale Copenhague) et la Fionie.
Ce lien fixe payant comprend :
- à l'est, entre Seeland et l'îlot de Sprogø :
  - un pont suspendu, le pont de l'Est (østbroen) ou pont haut (højbroen)), de 6 790 mètres de longueur totale et de 1 624 mètres de portée principale entre pylônes, plus 535 mètres de part et d'autre des pylônes. Cet ouvrage fut construit de 1991 à 1998,
  - un tunnel sous-marin, le tunnel de l'Est (Østtunnelen), de 8 024 mètres de long, construit de 1988 à 1996 ;
- à l'ouest, entre la Fionie et l'îlot de Sprogø, un pont mixte rail-route de 6 611 mètres de long, le pont de l'Ouest (Vestbroen) ou pont bas (Lavbroen), construit de 1989 à 1994.

Les deux pylônes de 254 mètres de haut du pont de l'Est sont les points les plus élevés du pays.

## Pont de l'Est (østbroen)
Le pont de l'Est du Grand Belt, en danois Storebæltsbroen relie par voie routière les deux plus grandes îles du Danemark que sont Seeland (où se trouve la capitale Copenhague) et Fionie.

### Caractéristiques
Construit entre 1991 et 1998, le pont Est du Grand Belt (Østbroen) est un pont suspendu long de 6 790 mètres reliant Halsskov à Sprogø. Sa portée principale est de 1 624 mètres, le quatrième au monde, dépassée seulement par le pont du détroit des Dardanelles en Turquie, le pont Akashi-Kaikyo au Japon et le pont de Xihoumen en Chine. Le pont Akashi-Kaikyo fut mis en service deux mois plus tôt.
Le gabarit de navigation est de 65 mètres.
Avec leur hauteur de 254 mètres au-dessus du niveau de la mer, les deux pylônes du pont Est sont les constructions de génie civil les plus hautes du Danemark (seuls quelques mâts d’émetteurs de radio comme l'émetteur de Tommerup sont plus grands).
Deux massifs d’ancrage maintiennent solidement les câbles de part et d’autre de l’ouvrage. Le pont est prolongé de part et d’autre par un viaduc d’accès supporté par 19 piliers en béton (12 sur le côté de Seeland, et 7 côté Sprogø), séparés de 193 mètres.

### Acteurs
| Rôle                       | Nom                                | Partie de la structure |
| Maître d'ouvrage           | Sund & Baelt Holding A/S           |                        |
| Architecture               | Dissing+Weitling arkitektfirma a/s |                        |
| Consultant                 | Ben C. Gerwick Inc.                | Piles et culées        |
| Construction               | E. Pihl & Søn A.S.                 | Piles et culées        |
| Sous-traitant Construction | Comag                              | Câbles                 |
| Coffrage                   | STREIF Baulogistik GmbH            |                        |
| Logiciel                   | LUSAS                              |                        |

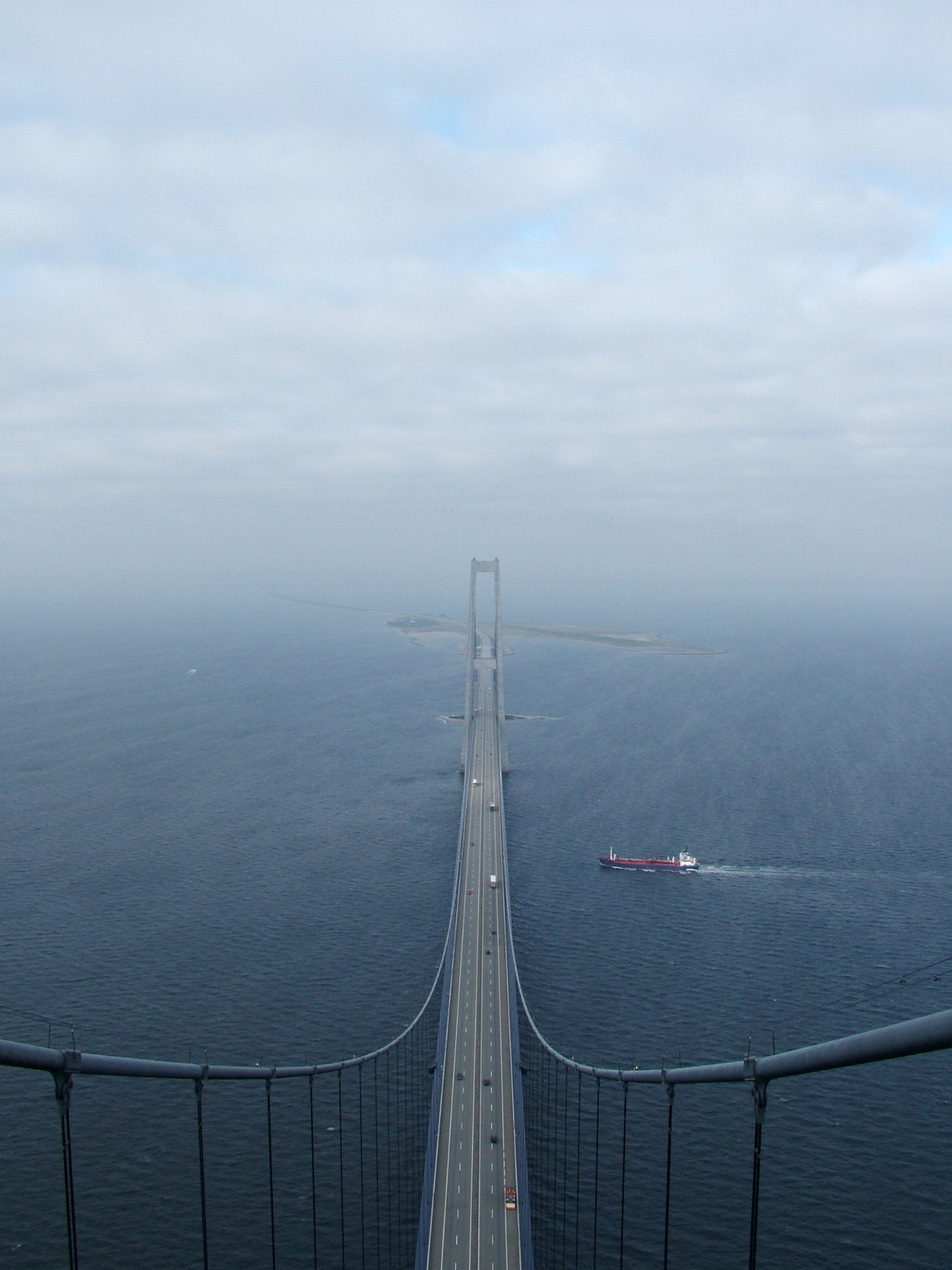
Les câbles et les suspentes vus du haut d’un pylône.
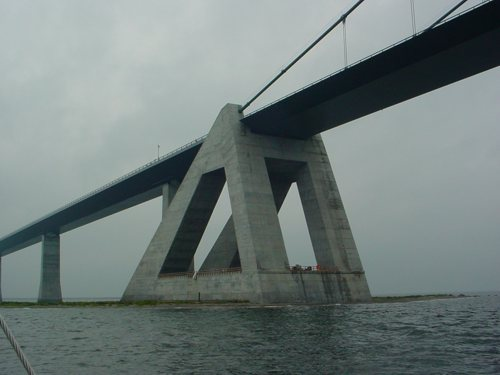
Ancrage.
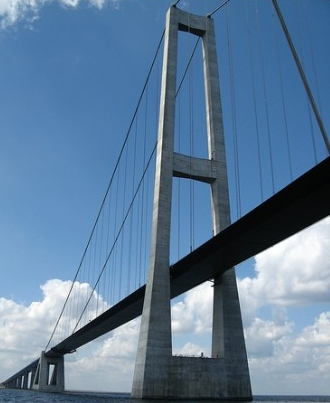
Pylône.

## Tunnel de l'Est (Østtunnelen)
Les tubes jumeaux du tunnel de l’est (Østtunnelen) mesurent chacun 8 024 m de long. Il y a 31 tunnels de liaison espacés de 250 m entre les deux principaux tunnels. L'équipement nécessaire à l'exploitation des trains se trouve dans les tunnels de liaison. Ces derniers servent aussi de voies d'évacuation d'urgence.
Il y a eu des retards et des surcoûts lors de la construction du tunnel. Initialement, il était prévu d’ouvrir la partie ferroviaire en 1993, soit trois ans avant la partie routière. Finalement, le trafic ferroviaire ouvre en 1997, le routier en 1998. Parmi les causes de retard, figurent l’inondation de l’un des tunnels qui se propagea à l’autre, endommageant deux des quatre tunneliers. Les machines côté Seeland rencontrèrent un sol difficile et progressèrent très lentement. Un grave incendie de l’une des machines côté Seeland en juin 1994 stoppa les travaux qui durent être achevés avec les machines de Sprogø.

## Pont de l'Ouest (Vestbroen)
Le pont Ouest du Grand Belt, en danois Vestbroen ou Lavbroen (pont bas) relie par voie routière et ferroviaire Sprogø et Knudshoved.

### Caractéristiques
Construit entre 1988 et 1994, le pont ouest du Grand Belt (Vestbroen) est un pont en poutre-caisson long de 6 611 mètres.
Le gabarit de navigation est de 18 mètres. Il s’agit en fait de deux ponts physiquement séparés. Le pont nord est affecté au trafic ferroviaire et le pont sud achemine la circulation routière.
Toutefois les piles de chaque ouvrage reposent sur des fondations communes.
Le pont Ouest du Grand Belt fut construit entre 1988 et 1994. Le tablier comprend 63 travées.

### Acteurs
| Rôle          | Nom                    |
| Construction  | Højgaard & Schultz a/s |
| Précontrainte | VSL International      |

## Transports
La traversée complète de l'île de Seeland à l'île de Fionie en voiture dure moins de 15 minutes et place Copenhague à environ 1 heure 45 minutes en voiture (1 heure 15 minutes en train) de Odense, la plus grande ville de Fionie.

## Histoire
La partie ferroviaire fut ouverte en juin 1997 et la partie routière en juin 1998.
Les statistiques de fin 2011 recensent près de 10 millions de voitures ayant emprunté le pont depuis son ouverture en 1998.
Lors de la deuxième étape du Tour de France 2022, les coureurs limitent les prises de risque en raison d'un vent de face assez important le 2 juillet pendant la traversée du Grand Belt. Le maillot jaune fait une chute sur le pont, mais réussit ensuite à rattraper le peloton.

### Accidents
- Le premier accident notable fut la collision le 3 mars 2005 à 19 h 17 entre un cargo danois, le M/V Karen Danielsen qui faisait route vers la Finlande, et le tablier du pont de l'ouest (le pont bas), à 800 mètres à l'est de l'île de Fionie, où la hauteur de navigation est faible (18 mètres). Le cargo, de la compagnie Otto Danielsen et qui venait de partir de Svendborg au sud-est de Fionie, aurait dû contourner l'île de Langeland pour rejoindre le chenal maritime principal qui passe, lui, sous le pont de l'est. À la suite de l'accident, le pont de l'ouest fut fermé à la circulation pendant cinq heures, et des réparations furent nécessaires. Sur les 10 hommes d'équipage, tous croates, le capitaine fut blessé et son second, alors en charge, tué. Le cargo, battant pavillon des Bahamas, fut très endommagé. Une erreur humaine semble à l'origine de l'accident, alors que les radars et systèmes de protection semblent avoir fonctionné.
- Le 2 janvier 2019, un accident de train sur le pont ouest du Grand Belt fait huit morts[2]. L'accident est survenu alors que le pont était balayé par des vents violents.